# Osterlied
Österliche Gesänge und Osterlieder sind ein wesentlicher Bestandteil der kirchlichen Feiern des Osterfestkreises, insbesondere in der Osternacht und der Osteroktav.
Die Texte besingen die Auferstehung Jesu Christi und den Übergang vom Tod zu einem neuen Leben in Gott. Sie bauen auf traditionellen Vorbildern auf, doch gibt es auch Texte aus den letzten Jahrzehnten aus dem Bereich Neues Geistliches Lied.
In den Vertonungen sind praktisch alle Stilrichtungen vertreten – vom Gregorianischen Gesang über den Minnesang, die Barockmusik und die Früh- und Hochklassik bis zur Moderne.
Die bekanntesten Osterlieder gehen jedoch auf die Zeit Luthers und Bachs zurück.

## Liturgische Gesänge zu Ostern
- Exsultet
- Halleluja
- Victimae paschali laudes (Ostersequenz)
- Vidi aquam
- Regina caeli
- O filii et filiae

## Einige häufig gesungene Lieder
Zu den in Gottesdiensten oft gesungenen Liedern gehören vor allem:
- Christ ist erstanden von der Marter alle (12. Jahrhundert¹)
- Das Grab ist leer, der Held erwacht
- Das ist der Tag, den Gott gemacht
- Das neue Morgenrot erglüht
- Der Heiland ist erstanden (in zwei bis drei Melodiefassungen)
- Freu dich, du Himmelskönigin
- Freu dich, erlöste Christenheit
- Heil uns, Heil! Alleluja!
- Ihr Christen, hoch erfreuet euch
- Jesus lebt, mit ihm auch ich
- Preis dem Todesüberwinder
- Wahrer Gott, wir glauben dir
- Wir wollen alle fröhlich sein in dieser österlichen Zeit

¹) Dieses Kirchenlied ist eines der ältesten im deutschen Sprachraum und aus der liturgischen Ostersequenz Victimae paschali laudes entstanden. Es ist seit dem Mittelalter in Deutschland und Österreich verbreitet und wurde bei Osterfestspielen und – mit anderen Texten – auch bei anderen Festen vom Volk gesungen (siehe dritter Weblink).

## Text dreier Osterlieder

### Der Heiland ist erstanden
Im Folgenden wird der Text von „Der Heiland ist erstanden“ wiedergegeben. Das Lied ist im oberdeutschen Sprachraum weit verbreitet und wird zum Beispiel in Bayern, Oberösterreich und Niederösterreich in ganz unterschiedlichen Melodien gesungen.
Der Heiland ist erstanden,

befreit von Todesbanden:

der als ein wahres Osterlamm

für uns den Tod zu leiden kam.

Halleluja, Halleluja!

... ...

Der Sieger führt die Scharen,

die lang gefangen waren¹)

in Seines Vaters Reich empor,

das Adam sich und uns verlor.

Halleluja, Halleluja!
 ¹) bezieht sich auf die menschliche Verstrickung in der Sünde – der mit dem Sündenfall (Gen. 3) entstandenen Erbschuld. 

### Das neue Morgenrot erglüht (GL 859) (Diözesanteil Bamberg)
Das neue Morgenrot erglüht,

Der Jubel durch die Lüfte zieht,

und Freude füllt das Erdenrund,

die Hölle knirscht im tiefsten Grund.

Halleluja, Halleluja.

Gehemmt sei nun der Tränen Lauf,

Es höre alle Trauer auf,

Der Heiland lebt, der Herr erstand,

ein Engel rufts im Lichtgewand.

Halleluja, Halleluja.

### Osterhäschen, Osterhas’
Völlig anders sind manche Osterlieder gelagert, die keinen ausdrücklichen religiösen Inhalt haben. Als Beispiel sei ein bekanntes Kinderlied  über den Osterhasen und das österliche Festessen zitiert:
Osterhäschen, Osterhas’,

komm mal her, ich sag dir was:

schenk mir doch ein Osterei,

lauf doch nicht so schnell vorbei.

Leg ein Ei mir unters Kissen –

werd’ es schon zu finden wissen,

oder in die kleine Ecke

von dem Kleiderschrank verstecke.

Bunte Eier schmecken fein,

bunte Eier müssen sein,

ich dank dir, lieber Osterhas’

für den schönen Osterspaß.